# طالع نحس (فیلم ۲۰۰۶)
طالع نحس (به انگلیسی: The Omen) یک فیلم ترسناک آمریکایی محصول سال ۲۰۰۶ ایالات متحدهٔ آمریکا به کارگردانی جان مور است. این فیلم نسخهٔ بازسازی‌شدهٔ فیلمی به همین نام به کارگردانی ریچارد دانر در سال ۱۹۷۶ است. در این نسخه، بازیگرانی چون جولیا استایلز، لیف شرایبر، میا فارو، دیوید تیولیس، پیت پاستل‌ثویت، مایکل گمبون و شیمس دیوی-فیتزپاتریک (در نخستین نقش بلند سینمایی‌اش) ایفای نقش می‌کنند.
این فیلم در تاریخ ۶ ژوئن ۲۰۰۶ توسط فاکس قرن بیستم به‌صورت جهانی اکران شد. نقدهای متوسطی از منتقدان دریافت کرد، اما با بودجهٔ ۲۵ میلیون دلاری، ۱۲۰ میلیون دلار فروش جهانی داشت.

## داستان
رابرت تورن، دیپلمات آمریکایی مستقر در ایتالیا، مطلع می‌شود که نوزادش مرده به دنیا آمده است. بدون آگاهی همسر بیهوش‌اش، کاترین، و به پیشنهاد کشیش بیمارستان، پدر اسپیلتو، رابرت نوزادی یتیم را به فرزندی می‌پذیرد و نامش را دیمین می‌گذارد. رابرت و کاترین پسر را بزرگ می‌کنند. در طی پنج سال، رابرت در کار خود پیشرفت می‌کند و به‌عنوان معاون سفیر در دربار سنت جیمز در بریتانیا منصوب می‌شود. پس از مرگ مشکوک سفیر پیشین بر اثر آتش‌سوزی خودرو، رابرت این سمت را می‌پذیرد و با خانواده‌اش در ملکی بزرگ در حومهٔ لندن ساکن می‌شود. اما وقایع نگران‌کننده‌ای آغاز می‌شود، از جمله خودکشی پرستار دیمین در جشن تولدش، که پیش از مرگ، سگ سیاهی را دیده و با آن تماس چشمی برقرار کرده بود.
پدر برنان، کشیشی که در جریان تولد دیمین نقش داشته، به رابرت نزدیک می‌شود و دربارهٔ وقایع مرتبط هشدار می‌دهد. در همین حال، عکاس خبری، کیث جنینگز، درمی‌یابد که در عکس‌هایش نشانه‌هایی رازآلود از مرگ افراد دیده می‌شود. پرستار جدیدی به‌نام خانم بی‌لاک استخدام می‌شود. تنش زمانی بالا می‌گیرد که او بدون اجازهٔ خانوادهٔ تورن، برای محافظت از دیمین، سگی از نژاد روتوایلر را به خانه می‌آورد.
در پی حادثه‌ای در نزدیکی کلیسا که دیمین به کاترین حمله می‌کند، او شروع به دیدن کابوس‌هایی دربارهٔ پسرش می‌کند، از جمله تصویری از اسکلت شغالی با شنلی قرمز. هنگام بازدید از باغ‌وحش، حیوانات با دیدن دیمین رفتار خشنی نشان می‌دهند. کاترین به دلهره می‌افتد که چیزی در مورد دیمین درست نیست. پدر برنان به رابرت می‌گوید که مادر دیمین یک شغال بوده و او ضدمسیح است. او توضیح می‌دهد که دیمین باید کشته شود و تنها مردی به‌نام بوگنهاگن در مجدو می‌تواند کمک کند. پس از آنکه رابرت او را نمی‌پذیرد، پدر برنان در توفانی برق‌آسا کشته می‌شود.
کاترین درمی‌یابد که باردار است و برای جلوگیری از داشتن فرزندی مشابه دیمین، قصد سقط جنین دارد. اما به‌زودی دیمین باعث حادثه‌ای می‌شود که در آن کاترین به‌شدت آسیب می‌بیند و منجر به سقط جنین می‌شود. کاترین که در بیمارستان بستری است، به رابرت می‌گوید که به شیطانی‌بودن دیمین مشکوک است. جنینگز به رابرت عکس‌هایی را نشان می‌دهد که پیش‌بینی مرگ‌ها در آن‌ها دیده می‌شود. آن دو تصمیم می‌گیرند سرنخی دربارهٔ مادر واقعی دیمین بیابند. آن‌ها کشف می‌کنند که بیمارستان محل تولد دیمین پس از آتش‌سوزی ویران شده است. سپس به سوبیاکو می‌روند و با پدر اسپیلتوی معلول دیدار می‌کنند که آن‌ها را به گورستانی راهنمایی می‌کند. در آن‌جا، آن‌ها قبر مادر دیمین را پیدا می‌کنند که مشخص می‌شود واقعاً یک شغال بوده است. در مقبرهٔ مجاور، رابرت جسد پسر واقعی و کشته‌شده‌اش را می‌بیند. سگ‌هایی وحشی به آن‌ها حمله می‌کنند، اما به‌زحمت فرار می‌کنند.
خانم بی‌لاک به بیمارستان می‌رود و با ایجاد آمبولی هوا باعث مرگ کاترین می‌شود. رابرت که از مرگ همسرش مطلع می‌شود، به مجدو می‌رود و با بوگنهاگن ملاقات می‌کند. او به رابرت می‌گوید که برای کشتن دیمین در مکان مقدس، باید از هفت خنجر قربانی استفاده کند و پیش از آن، وجود نشان شش‌صدوشصت‌وشش (۶۶۶) را روی بدن دیمین بررسی کند. رابرت ابتدا حاضر به کشتن دیمین نمی‌شود و خنجرها را روی زمین می‌اندازد. اما هنگامی که خم می‌شود تا آن‌ها را بردارد، جنینگز در حادثه‌ای با سقوط تابلویی فلزی، سرش قطع می‌شود.
رابرت خنجرها را برمی‌دارد، به خانه بازمی‌گردد و پس از مبارزه با روتوایلر خانم بی‌لاک که آن را در زیرزمین حبس می‌کند، وارد اتاق دیمین می‌شود و نشان ۶۶۶ را پیدا می‌کند. بی‌لاک به او حمله می‌کند، اما رابرت او را دفع کرده، دیمین را برمی‌دارد و به‌سمت کلیسایی در نزدیکی می‌گریزد و در راه، با خودرو بی‌لاک را زیر می‌گیرد. او در کلیسا قصد دارد دیمین را بکشد، اما پیش از آن‌که موفق شود، توسط پلیس واحد حفاظت دیپلماتیک هدف گلوله قرار می‌گیرد و کشته می‌شود.
هم‌زمان با مرگ پاپ، در مراسم خاک‌سپاری رابرت، رئیس‌جمهور ایالات متحده شرکت می‌کند و دست دیمین را می‌گیرد. دیمین رو به دوربین نگاه می‌کند و با لبخندی مرموز لب می‌زند.

## بازیگران
لیف شرایبر در نقش رابرت تورن
جولیا استایلز در نقش کاترین تورن
میا فارو در نقش خانم ویلا بی‌لاک
شیمس دیوی-فیتزپاتریک در نقش دیمین تورن
دیوید تیولیس در نقش کیث جنینگز
پیت پاستل‌ثویت در نقش پدر برنان
مایکل گمبون در نقش بوگنهاگن
جووانی لومباردو رادیتسه در نقش پدر اسپیلتو
پژا بیلاتس در نقش کشیش رصدخانهٔ واتیکان
هاروی اسپنسر استیونز، بازیگر نقش دیمین در فیلم اصلی ۱۹۷۶، در این فیلم نقش کوتاهی به‌عنوان خبرنگار دارد.